# アル・ハールディーヤSC
- アル・ハリディヤSC
- アル・カリディヤSC

アル・ハールディーヤ・スポーツクラブ(英語: Al-Khaldiya Sports Club) は、バーレーン・ハマド・タウンをホームタウンとするサッカークラブ。バーレーン・プレミアリーグ2023-24シーズン優勝。

## 沿革
2020年10月27日に結成された比較的新しいクラブで、バーレーン2部に参戦。初年度で12勝5分け1敗の成績でいきなり2位となり、結成2年目にしてバーレーン・プレミアリーグへの昇格を果たす。バーレーン・キングスカップでは予選でバーレーンSCを6-1で下したが、ラウンド16でアル・リファーに1-0で敗れた。
2021-22シーズンは監督にAFCチャンピオンズリーグ優勝経験を持つクロアチア人のドラガン・タライッチを招聘し、バーレーン代表を含む多数のトップクラス選手を獲得。この年のバーレーン・キングスカップでは決勝に進出、イースト・リファー・クラブを下して創立2年にして初のタイトルを獲得した。
2022-23シーズンではバーレーン・プレミアリーグを制し、翌シーズンも優勝し連覇を果たしている。

## 選手
出典：
注：選手の国籍表記はFIFAの定めた代表資格ルールに基づく。
| No. | Pos. |              | 選手名                           |
| --- | ---- | ------------ | -------------------------------- |
| 1   | GK   | バーレーン   | アブドゥッラー・アル・タワディ   |
| 2   | DF   | バーレーン   | サイイド・ディヤー・サイード     |
| 3   | DF   | バーレーン   | モハメド・アーディル             |
| 4   | DF   | バーレーン   | アハマド・ブーガンマール         |
| 5   | MF   | セネガル     | セイディナ・ダボ                 |
| 6   | DF   | アルジェリア | ターレク・ブーアブタ             |
| 7   | MF   | バーレーン   | プリンス・アグリー               |
| 8   | MF   | バーレーン   | ムハンマド・アル＝ハルダーン     |
| 9   | FW   | ブラジル     | グレイゾン                       |
| 11  | FW   | バーレーン   | イスマイール・アブドゥラティフ   |
| 13  | DF   | バーレーン   | アブドゥッラー・アル＝ハッザーア |
| 14  | MF   | バーレーン   | ファイサル・ガズ                 |
| 15  | DF   | イラク       | ドゥルガーム・イスマーイール     |
| 16  | MF   | エジプト     | セイフ・イサームッディン         |
| 17  | MF   | アルジェリア | マリク・ライア                   |
| 19  | MF   | ブラジル     | ルイス・フェルナンド             |

| No. | Pos. |                | 選手名                           |
| --- | ---- | -------------- | -------------------------------- |
| 20  | GK   | バーレーン     | サイイド・シュバル・アラウィ     |
| 21  | MF   | セネガル       | ドミニク・メンディ               |
| 22  | GK   | バーレーン     | アンマール・ムハンマド           |
| 23  | FW   | アルジェリア   | サミー・フリウイ                 |
| 26  | FW   | チャド         | ランギ                           |
| 27  | FW   | バーレーン     | アリ・アブドゥッラー             |
| 30  | MF   | バーレーン     | ワリド・アル・タイエブ           |
| 33  | GK   | バーレーン     | ムハンマド・アブドゥルハキーム   |
| 41  | MF   | バーレーン     | エブラヒム・アル・オバイディリ   |
| 44  | GK   | バーレーン     | モハメド・エル・ガラブル         |
| 45  | FW   | バーレーン     | マフディ・アブドゥルジャッバール |
| 50  | MF   | モロッコ       | ズハイル・エル・ムタラジ         |
| 66  | MF   | ブラジル       | ルーカス・サリナス               |
| 70  | MF   | サウジアラビア | バドル・バシール                 |
| 89  | DF   | バーレーン     | アハマド・メルザ                 |
|     | MF   | ヨルダン       | ニザール・アッ＝ラシュダーン     |